# Noisy Fate
Noisy Fate (pouvant se traduire par « Destin Bruyant ») est un groupe de rock français fondé à Verneuil-sur-Seine (Yvelines) en 1994. Ils ont enregistré un album, Avoir l'air, en 2000. En 2002 le groupe se sépare, chacun ayant entamé des projets différents. Ils ont fait partie de la Team Nowhere avec des groupes comme Enhancer, Pleymo, AqME et Wünjo.

## Membres du groupe
| Membres au moment de la dissolution - Franklin Ferrand — chant (devenu membre de Vegastar) - Pierre Guimard — guitare (maintenant en solo) - Erwan Kernevez — basse - Olivier Quesada — batterie (devenu membre de Lazy) | Anciens membres - Dominique Gire — batterie - Alexandre Eole — batterie - Rico — batterie |